# 西山夘三
西山 夘三（にしやま うぞう、1911年3月1日 - 1994年4月2日）は、日本の建築学者で、都市計画家、建築家。住生活を科学的に研究する基礎を築き、戦後の住宅計画に大きな影響を与え、住宅問題や都市計画への視点を深めた。

## 来歴
大阪市此花区の安治川沿いの鉄工所の三男として生まれた。
西山一家の暮らした西九条は、重工業中心の工場地帯として発展した工場と長屋の密集地。1930年に第三高等学校理科乙類を卒業。京都帝国大学建築学科に進学し、クラスをDEZAMとし、同級生らとともにマルクシズムに共感を寄せた。またクラス会が東京の建築科学研究会京都支部となる。1931年、東京の4つの学校と共同で五大学建築展覧開会を東京にて開催。DEZAMで「日本工業都市に建つ共同住宅」を出展。1932年に日本建築学会に入会。
1933年卒業。DEZAM解散。卒業論文「住宅計画の科学的考察」は指導教授藤井厚二から一部18ページ分削除を命じられる。恩師森田慶一の紹介により、石本喜久治の石本建築事務所に入所し、高山英華らと建築科学研究会が改組し日本青年建築家聯盟と統一して発足の青年建築家クラブにも所属。徴兵検査で甲種合格し10か月ほどで兵役（歩兵第8連隊宇治火薬庫、内地勤務）に就いたが、青年建築家クラブが警察の摘発をうけ、軍法会議へ喚問される。
除隊後は大学院に進む。1937年予備役歩兵少尉、支那事変で応召。陸軍歩兵少尉として上京し、火薬製造工場設計。1938年に中尉に昇進し、宇治火薬工場で現場監督。
1940年に応召解除し、大学院に復帰。翌年京都帝大に非常勤講師として勤務した後上京し、同潤会研究部に入った（なお同潤会は翌年「住宅営団」に改組。同営団と日本住宅公団との関係は同潤会の項参照）。住宅営団発足と同時に本部研究調査課技師。同潤会代官山アパートに居住した。住宅営団技師時代から大衆住宅の研究を進める。
1942年には『住宅問題』を出版。大河内一男に推薦されて文部省推薦図書となる。同年、建築学会住宅委員会専門委員。1943年に「庶民住宅の研究」で日本建築学会賞学術賞。このころ学会では建築雑誌編集協議会委員、大東亜建築委員会専門委員。
1944年に京大講師。その後、同大営繕課長になり、防空壕作りなどを行った。太平洋戦争後の1946年に同校助教授となる。「庶民住宅の研究」で博士論文を作成し提出。
1947年「庶民住宅の研究」で工学博士となる。同年新日本建築家集団 (NAU) 結成に参加。1948年、京大教職員組合中央執行委員長を務め、総長カンヅメ事件に遭遇した。
1949年、日本建築学会学術委員会委員、住宅対策委員会委員。1950年、京都での原爆展パネル製作に参加。1951年、岐阜県高鷲村蛙ヶ野開拓村、和歌山県南白浜開拓村の調査。この年より1960年まで農村や漁村の調査活動を継続した。1952年から、日本建築学会で建築用調査連合委員会や都市計画委員会住宅小委員会専門委員および近畿支部評議員。熊野灘漁村住宅調査。京都府下四か村住宅調査。
1953年、新制京都大学西山研究室発足。奈良県平野村や岡山県小田郡島嶼調査や、京都府南山城水害調査実施。1954年には鳥取県農山村漁村調査、1955年には鳥取県酒津村調査。
1956年から香里住宅団地計画を日本住宅公団より受託。1957年に農村建築研究会で北海道を旅行する。
1958年、北大阪丘陵開発千里ニュータウン計画を日本住宅公団より受託。北海道漁村住宅調査。1959年、日本建築学会副会長就任。通産省の日本工業標準調査会委員。1960年に日本学術会議会員、以降述べ連続6期務めるほか、同学問・思想の自由委員会委員。日本建築学会建築設計計画基準委員会委員と学会賞委員会委員を務める。同年は岡山県で農漁村調査を実施。
1961年に同大教授（組合活動のため昇任が遅れたという）。地域生活空間計画講座を担当するが体調を崩し胃を三分の二摘出手術を受ける。1962年、日本建築学会メートル法と建築モジュール委員就任。同年にはチェコやフランスなどを訪問。1963年、日本学術会議第六期会員就任。キューバを訪問。京都タワー計画反対の論陣を張る。京都計画を発表。1964年、日本建築学会都市計画委員会委員と同建築歴史・意匠委員会委員就任。1965年、日本万国博覧会会場計画委員就任（翌年に同・会場計画委員会責任者）。野尻湖山荘が完成。
1966年、学術会議第七期委員・安全工学研究連絡委員会委員長就任のほか、建設省歴史的風土審議会専門委員をつとめる。同年『住み方の記』で日本エッセイストクラブ賞受賞。
1967年、京都府建築審査会会長就任。この年カナダとアメリカ訪問。大阪府地方計画専門委員会委員就任。また『住み方の記』を原作としたNHKドラマ「ケンチとすみれ」が翌年まで放映。
1968年、二十一世紀の設計チームを結成し三年間活動する。同年、総理府観光政策審議会専門委員。京都府建築士審査委員。
1969年、学術会議第八期委員、観光資源保護財団専門委員、滋賀県観光開発審議会委員就任。
1970年、新建築家技術者集団結成に参加し代表幹事、二十一世紀の日本審査委員会委員就任。同年に結成した「京都の市電を守る会」に参加。
1971年、京都府総合開発審議会会長就任。1972年、日本学術会議第九期会員、同都市・地域・国土問題特別委員会委員長就任。この年は北朝鮮を訪問。
1974年、京都大学を定年退官し名誉教授。退官に際し記念論集『現代の生活空間論』が出版された。
1975年、学術会議第十期会員、同都市・地域計画研究連絡会委員長、京都府国土利用計画審議会初代会長就任。1976年、スリランカを訪問。日本建築学会学術委員会委員、京都自治体問題研究所理事長就任。
1977年、大阪府文化財保護議会委員、滋賀県総合開発計画審議会委員、京都府総合計画審議会南山城地域整備部会長就任。1978年、日本建築学会農村計画委員会住宅部会委員就任のほか、この年から学会名誉会員になる。1979年、京都自治体問題研究所に学術研究都市構想を考える会を設置し代表に就任。
1982年、日本住宅会議結成に参画、代表委員に就任。
1983年、勲二等瑞宝章叙勲。
1986年、日本建築学会大賞受賞。受賞理由は建築計画学、地域計画学の発展に対する貢献
1987年、京都自治体問題研究所理事長を退任し顧問。
1988年、京都ホテル、京都駅ビル高層化に反対する意見広告実行委員会代表。京都新聞に全面広告(のっぽビル反対)を載せる。
1989年、21京をつくる懇話会呼びかけ人。
1990年、ストップザ.京都破壊、まちづくり市民連絡会議代表、奈良,京都.鎌倉、古都.歴史都市の歴史的遺産と景観を守る三都市共同フォーラム実行委員長、東山.白川マンション問題で京都市開発審議会で証言、京都ホテルとJR京都駅の高層化に反対する市民連合代表。
1992年、ストップザ京都破壊まちづくり市民連絡会議代表就任し、デモ行進を行う。住宅会議サマーセミナー講演会。1993年、京都駅駅ビル改築（原広司案）見直しアピール、駅ビル改築住民訴訟で京都地方裁判所にて証言。総合設計制度改正反対で、住民運動四一団体要請書を京都市に提出。
1994年、京都駅駅ビル訴訟で原告側証人。同年、くも膜下出血で倒れ、京大病院にて逝去。83歳没。西山研究会発足。
西山の残した膨大な資料を所蔵すべく、1995年、西山記念すまい・まちづくり文庫設立し文庫が仮オープン、1997年11月8日に「西山夘三記念すまい・まちづくり文庫」が設立された。所在地は京都府木津川市の積水ハウス総合住宅研究所内。1999年に特定非営利活動法人NPO法人の認証を受ける。
息子の妻（嫁）は元参議院議員の西山登紀子（日本共産党）。

## 主な都市計画・構想
- 1943年 大東亜聖地祝祭都市
- 1945年 大阪復興計画
- 1958年 香里団地計画
- 1958年 名古屋都市計画
- 1960年 高密度居住装置・イエポリス
- 1964年 京都計画
- 1965年 奈良計画
- 1966年 お祭り広場基本構想
- 1969年 古やまと計画
- 1970年 核都市（関西グループ）

## 業績
1947年には『これからのすまい』を出版。庶民の生活実態を詳細に調査し、庶民が意図的・慣習的に住宅内で食事の場所と寝る場所を区分している生活実態を明らかにした。西山はこれを「食寝分離」とし、この住み方の法則を後の住宅計画において応用していった。第二次世界大戦後、東京大学の吉武泰水や鈴木成文等によって食寝分離論に基づく間取りが公営住宅の標準設計「51C型」に採用され、またその後の日本住宅公団に影響を与え、今日まで引き継がれているnDKの間取り（いわゆる「nDKモデル」）を産んだといわれる。公団が開発した大阪府の香里団地の基本計画（そのすべては実現されなかったが）は西山の研究室で作成されたものであった。
1970年の日本万国博覧会でも西山教室として総合計画や会場整備の基本構想に参加し、「お祭り広場」を設計し、同博覧会跡地利用等、地域への都市計画にも参画した。
1942年発表の「大東亜聖地祝祭都市」は太平洋戦争中に日本建築学会主催の「大東亜建設記念造営物」建築設計競技に参加して提出した案である。「東アジアの諸民族と日本国民が集まり、互いに交流をする広場をつくることを計画」の主旨とし、場所は、奈良県橿原市に位置するとされる藤原宮跡に定める。祝祭都市の中心には「戦死した兵士を称える忠霊塔を設け、祝典祭場・スポーツ競技場・文化中心・錬成施設を周りに配した」求心的的構造を表現。後に「結局は八紘一宇の軍国主義的虚妄のお神輿担ぎに終わったのではないかと自ら悔いを残した」としている。
終戦直後の1946年1月、雑誌『新建築』で「新日本の住宅建築」特集号を執筆、新建築を一冊分つかって発表。復興住宅建築基準、生活基地としての国土の段階的構成、土地利用の公共優先の原則、住宅建設と失業問題解決の結合、住宅生産の合理化など、10項目にわたり、戦後の国土、都市、住宅のあり方が詳細に記されている。
「大阪復興計画」、「新しき国土建設」では大都市否定論を否定して巨大都市や山岳都市など、居住密度の向上を提唱、「イエポリス」など京都（25階建の超高層住宅）、奈良の都市計画にも提言を行った。1964年の京都計画からの構想提言は後の研究から観光地計画やレクリエーションに関する関心が窺える。
京都市電の存続運動を行った「京都の市電をまもる会」の会長も務めていた。1960年の都市デザイン会議において、構想計画の観念規定を提示。1960年に富山県射水市に位置する太閤山ニュータウン計画を研究室で委託。1963年にマスタープランである「富山太閤山開発計画’63」を作成。早くから環境破壊を批判し、人間らしい居住空間としての地域・都市づくりを提唱。
平成に入り、JR京都駅付近の都市再開発、高層ビル化計画をめぐって起きた景観論争で、同計画に反対する住民団体の代表として古都景観の保存を訴えていた。そして「スポーツ競技や芸術・文化の交流、学術研究の交換、レクリエーションなどを目的とした全国的・国際的センター」を設計している。
設計した建築としては、地域計画建築研究所（通称アルパック）とともに、徳島県郷土文化会館がある。また1957年から城崎温泉の地域計画から外湯（一の湯、御所湯、地蔵湯、鴻の湯など）改築案など、城崎温泉の諸建築を手掛け、また1965年から奈良市庁舎改築での建設計画委員を務める。
戦後の住宅について提案を述べた『これからのすまい－住様式の話』で1948年に毎日出版文化賞受賞。自らの住まいの変遷を描いた『住み方の記』で1966年に日本エッセイストクラブ賞を受賞。同書は、翌1967-68年にNHKから放映されたドラマ「ケンチとすみれ」の原作となった。また新建築住宅設計競技など審査員を歴任。
「庶民住宅の研究」で1969年度日本建築学会賞受賞。1986年、「住居学・建築計画学・地域計画学の発展に対する貢献」で昭和61年度日本建築学会大賞を受賞。
2015年には世界文化遺産となった軍艦島の生活研究が、西山夘三記念すまい・まちづくり文庫 編で『軍艦島の生活<1952/1970> －住宅学者西山夘三の端島住宅調査レポート－』（創元社）で刊行された。

## 人物
- 若いころは漫画家志望で、絵がうまかった。中学時代には友人らと「漫画倶楽部」を結成して漫画同人誌を制作していた。『あゝ楼台の花に酔う』は、三高時代に執筆していた「漫画小説」が原作である。
- 西山文庫「文庫所蔵資料解題第二版」によれば、1923年の中学時代から亡くなるまで、約70年間に日記類389冊が残されているという。
- 自著に写真ではなく自作の絵を掲載する習性があった。そのため、西山文庫には膨大な未公開写真が眠っている。

## 著書
- 住宅問題（相模書房 1942年）
- 国民住居論攷（伊藤書店 1944年）
- これからのすまい 住様式の話（相模書房 1947年）- 毎日出版文化賞
- 建築史ノート（相模書房 1948年）
- 明日の住居（高桐書院 1949年）
- 日本の住宅問題（岩波新書 1952年）
- 現代の建築（岩波新書、1956年）
- 住み方の記（文藝春秋新社 1965年、筑摩叢書 1978年）- 日本エッセイストクラブ賞
- 西山夘三著作集（勁草書房（全4巻）、1967-69年）
- すまいの思想 （創元新書、1974年）
- 町づくりの思想 （創元新書、1975年）
- 日本のすまい（Ⅰ・Ⅱ・Ⅲ 勁草書房、1975-80年）
- あゝ楼台の花に酔う（筑摩書房、1982年）
- 生活空間の探究（勁草書房（上下）、1983年）
- すまい考今学 現代日本住宅史（彰国社、1989年）
- まちづくりの構想（都市文化社 1990年、新編1998年）
- 歴史的景観とまちづくり（都市文化社、1990年）
- 滋賀の民家（かもがわ出版、1991年）
- 大正の中学生 回想・大阪府立第十三中学校の日々（筑摩書房、1992年）

以下は没後刊
- 京都の景観 私の遺言（かもがわ出版：かもがわブックレット 1994年）
- 都市と住まい 西山夘三―建築運動の軌跡 （新建築家技術者集団編、東方出版 1997年）
- 安治川物語 鉄工職人夘之助と明治の大阪 （西山夘三記念すまい・まちづくり文庫編、日本経済評論社 1997年）
- 昭和の日本のすまい 西山夘三写真アーカイブズから （西山夘三記念すまい・まちづくり文庫編、創元社 2007年）
- 軍艦島の生活〈1952／1970〉（西山夘三記念すまい・まちづくり文庫編、創元社 2015年）、ISBN 978-4422700991
- 超絶記録！―西山夘三のすまい採集帖（リクシル出版「BOOKLET」、2017年）。若き日のイラスト集

### 共編著
- 都市問題 その現状と展望 佐藤武夫共編 新日本出版社 1969
- 21世紀の設計 全4巻（編著）関西グループ、勁草書房 1971-1972
- 国土と人権 国土問題の総合的分析 山崎不二夫・山本荘毅共編 時事通信社 1974
- 住居学ノート 新しい生活科学のために（編著）勁草書房 1977
- 人間の尊厳と科学 勁草書房 1978.6
- 現代建築の再構築（正・続） 彰国社「現代建築シリーズ」1978
- 都市ビジョンの科学 京都の実験 片方信也共編 三省堂 1988.7
- 学問に情けあり 学者の社会的責任を問う 早川和男共著 大月書店 1996.8

## 伝記
- 『評伝・西山夘三　20世紀の「すまい」を創った建築家』京都大学学術出版会、2023年
広原盛明、「西山夘三記念すまい・まちづくり文庫」監修。ISBN 978-4814004959

### 記念論集
- 『現代の生活空間論 西山夘三先生退官記念論集』京都大学西山研究室編、勁草書房、1974年。ISBN 978-4326700219